# 嘻哈女权主义
嘻哈女权主义者被定义为1964年后出生的年轻女权主义者，她以一种混合了女权主义和嘻哈情感的嘻哈女权主义方式接近政治团体。嘻哈女权主义这个词是由颇具挑衅性的文化评论家琼·摩根(Joan Morgan)在1999年创造的，当时她出版了《胆小鬼回家休息时》(when chicken enheads Come Home to Roost: A hip hop Feminist break it Down)一书，该书被称为“开创性的”(需要非主要来源)。

## 外部連結
- NTU Hiphop 台大嘻哈文化研究社（页面存档备份，存于）